# Burgstelle Untere Heidenburg
Die Burgstelle Untere Heidenburg, auch als Römerwarte bezeichnet, ist ein abgegangener römischer Wachturm am Hang eines Hügels oberhalb von Birchwil in der Gemeinde Nürensdorf.

## Lage
Die Hangburg stand östlich von Birchwil am Abhang des heute mit Heidenburg bezeichneten Hügels, der in Siegfriedkarte des 19. Jh. noch als Münchmühleberg bezeichnet wurde. Er überblickte ein östlich der Anhöhe verlaufender Waldweg, der als Teil einer ehemaligen römischen Heeres- und Verkehrsstrasse vermutet wird. Ungefähr 300 m nordöstlich der Unteren Heidenburg liegt die Burgstelle der Oberen Heidenburg, die ursprünglich ebenfalls ein römischer Wachturm war, später aber zu einer Motte umgebaut wurde.
Die beiden Heidenburgen lagen am römischen Verkehrsweg Vindonissa (Windisch)–Vitudurum (Winterthur)–Ad Fines (Pfyn)–Arbor felix (Arbon)– Brigantium (Bregenz). Er überquerte östlich von Birchwil den Altbach und stieg dann gegen den Nürensdorfer Ortsteil Breite an, der auf einer Anhöhe liegt.
Die Burgstellen liegen in der Nähe des Wanderweges von Birchwil in Richtung Brütten oder Nürensdorf in einem als Müliholz bezeichneten Waldstück.

## Geschichte
Die Heidenburgen waren Sicherungsanlagen der Römerstrasse Vindonissa–Brigantium, die unter Valentinian I. gebaut wurde, der von 364 bis 375 römischer Kaiser. Sein Verdienst war die Sicherung der Rhein- und Donaugrenze gegen die Alemannen.
Ein erster Hinweis auf das Zeitalter der Entstehung der Anlagen gab es in einem Bericht der Antiquarischen Gesellschaft in Zürich (AGZ), der in den 1850er-Jahren veröffentlicht wurde. Die beiden Anlage wurde vom Altertumsforscher Ferdinand Keller in den 1860er-Jahren genauer untersucht, wurden aber von ihm als keltische Refugien interpretiert. Keller veröffentlichte einen Grundriss der Anlage in den Mitteilungen der AGZ im Jahre 1869. Erst in den 1930er-Jahren wurde die Ansicht aufgrund von Kleinfunden revidiert. Eine Randscherbe eines Mayener Topfes liess eine genauere Datierung zu.

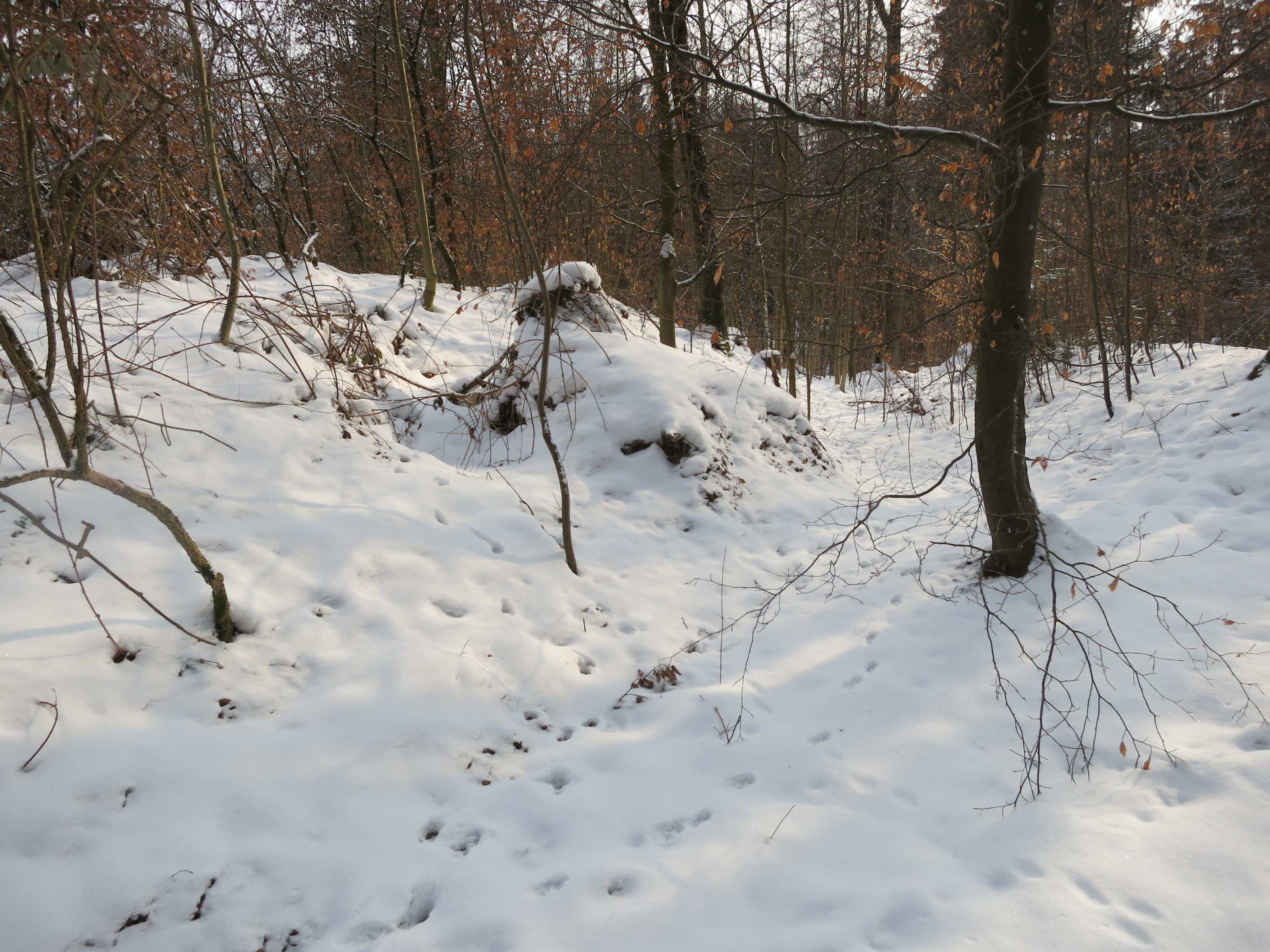
Burgstelle Untere Heidenburg

## Bauwerk
Die Burgstelle hat einen quadratischen Grundriss von ungefähr 30 Metern Seitenlänge was 100 römischen Fuss entspricht. Der Wachturm hatte die Abmessungen von drei auf drei Meter. Er war umgeben von einer Wallanlage aus Erd- und Holzwerk, die vier Meter hoch und anderthalb Meter breit war. Davor lag ein sechs Meter breiter und anderthalb Meter tiefer Spitzgraben. Bei den Ausgrabungen im Jahre 1937 wurde festgestellt, dass der Wall durch einen Brand zerstört worden war.